# Балтийский щит

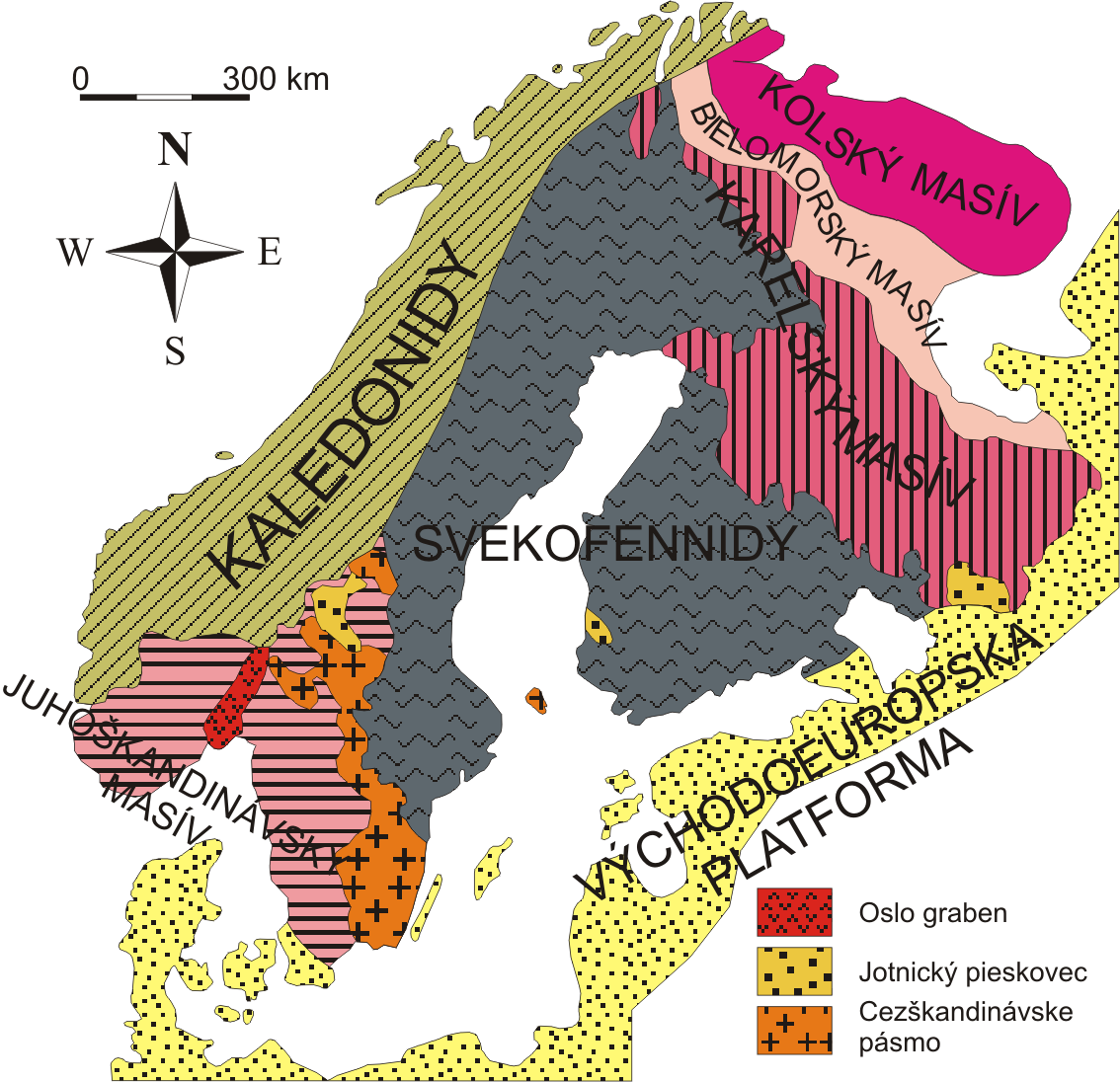

Балти́йский щит (Фенноскандина́вский щит) — массивное складчатое поднятие на северо-западе Восточно-Европейской платформы. Граничит со складчатыми структурами Каледонии-Скандинавии, надвинутыми на кристаллические породы щита.
Балтийский щит на протяжении всей своей геологической истории испытывает устойчивые поднятия. В результате здесь вскрыты эрозией глубокие части гранито-гнейсового слоя земной коры.

## Строение щита
В строении блока выделяется 3 сегмента:
- Южно-Скандинавский
- Центральный
- Кольско-Карельский

### Южно-Скандинавский сегмент
На Кольском полуострове выделяется Мурманский блок, сложенный плагиоклаз-микроклиновыми гранитами и мигматитами, образовавшимися в процессе региональной гранитизации древнейших метаморфических толщ Балтийского щита, а также кристаллическими сланцами и амфиболитами и амфибол-биотитовыми гнейсами. Возраст гнейсов и сланцев — 2,8 млрд лет.

### Центральный сегмент
Центрально-Кольский блок занимает центральную часть Кольского полуострова. В его пределах развиты нижнее и верхнее архейские и ниже протерозойские метаморфические и интрузивные комплексы. Гнейсы нижнего архея выделяются в Кольскую серию и слагают несколько антиклинориев разделенных синклинориями. В составе Кольской серии принимают участие различные по составу гнейсы, кристаллические сланцы, мраморы, кварциты, амфиболиты. Суммарная мощность серии — 10 км.
Типичной структурой Кольской серии являются гнейсовые купола, к центральным частям которых приурочены выходы гранитов и мигматитов. В верхнем архее широко развиты гнейсы и сланцы, конгломераты, амфиболиты достигающие мощности 1,5 км. Нижний протерозой представлен сериями, заполняющими крупные грабен-синклинальные структуры — это чередование пачек конгломератов, песчаников, алевролитов, аргиллитов и метаморфизованных эффузивов основного состава. В разрезе наблюдаются многочисленные перерывы. Мощность — 10 км.
Беломорский блок — сложен беломорской серией нижнего архея, состоящей из чередования кристаллических сланцев, гнейсов и метаморфизованных вулканических пород. Мощность серии — до 12 км.

### Кольско-Карельский сегмент
Карельский блок структурно разделяется на два этажа — нижний и верхний.
Нижний структурный этаж блока представлен сильно складчатыми сериями верхнего архея, сложенными метаморфическими осадочными и вулканическими породами. Выделяются магнетит-содержащие роговики, туфосланцы, амфиболиты, кварце-слюдяные сланцы. Мощность — около 6 км.
Резко несогласно залегает верхний структурный этаж (нижний протерозой). В нижней части он представлен обломочными и вулканогенными обломочными породами кислого состава. Верхняя часть разреза сложена грубообломочными породами. Завершается разрез несогласно залегающими кварцито-песчаниками, гравелитами и эффузивами основного состава.